# トーマス・ルックマン
トーマス・ルックマン（Thomas Luckmann、1927年10月14日 - 2016年5月10日）は、主にドイツで活動した社会学者。コンスタンツ大学名誉教授。ピーター・L・バーガーとの共著『現実の社会的構成』（1966年）やアルフレッド・シュッツとの共著『生活世界の構造』（1982年）で知られる。
専門は、社会構築主義、現象学的社会学、知識社会学、宗教社会学、コミュニケーションの社会学、科学哲学など。
宗教の個人化ないし「見えない宗教」に関するルックマンのテーゼは、宗教社会学にとって基礎的な転換を画するものだった。このテーゼ以降、宗教というものがその制度化された形態（教会）とだけ結びつけられるのではなく、個人化された宗教意識について検討されるようになったからである。このアプローチの変化の結果、ルックマン以降、宗教意識の実際についての経験的な研究が数多く試みられるようになった。ルックマンの著作は広く読まれ、大きな論争を引き起こした。

## 主著
- Das Problem der Religion in der modernen Gesellschaft (1963)

- The Social Construction of Reality. A Treatise in the Sociology of Knowledge (1966, with Peter L. Berger) 邦訳：『日常世界の構成--アイデンティティと社会の弁証法』山口節郎訳, 新曜社, 1977年。改訳新版：『現実の社会的構成--知識社会学論考』山口節郎訳, 新曜社, 2003年
- The Invisible Religion. The Problem of Religion in Modern Society (1967) 邦訳：『見えない宗教--現代宗教社会学入門』赤池憲昭, ヤン・スィンゲドー訳, ヨルダン社, 1976年
- The Sociology of Language (1975)
- Structures of the Life-World (1982, with Alfred Schütz)
- Life-World and Social Realities (1983) 邦訳：『現象学と宗教社会学--続・見えない宗教』ディヴィッド・リード他訳, ヨルダン社, 1989年